# Evangelio de Felipe

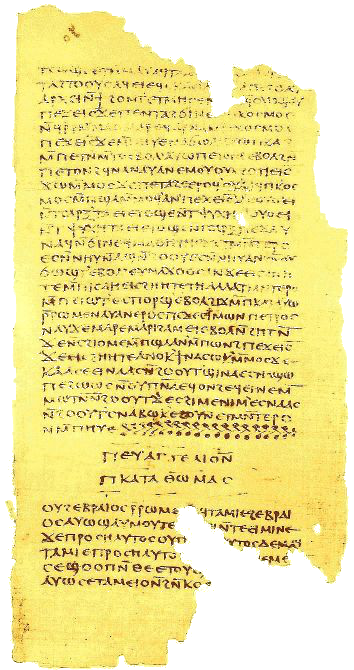
Pág. 51 del Codex II de la Biblioteca Copta de Nag Hammadi, con el colofón del Evangelio de Tomás y las seis primeras líneas del Evangelio de Felipe.

El Evangelio de Felipe es un escrito gnóstico de orientación valentiniana que forma parte de los denominados evangelios apócrifos. Suele datarse de los siglos II-III. Estuvo perdido hasta que fue redescubierto por accidente en la segunda mitad del siglo XX en Egipto (copto original), encontrado en Nag Hammadi.
De modo similar al Evangelio de Tomás, es un evangelio oral, esto es, se trata de una colección de dichos de Jesús. Consta de 143 sentencias, proverbios y parábolas atribuidas a Jesús. Los Sacramentos, en particular el sacramento del matrimonio, son el tema principal. Este texto es popular en la actualidad porque sobre él se ha dicho que es la primera fuente que sostiene la idea del matrimonio entre Jesús y María Magdalena, a pesar de que esto no es afirmado en ningún momento en el propio documento.
El título del texto es moderno; su única conexión con Felipe el Apóstol es que este es mencionado (73,8). El título no se refiere a la autoría, al contrario que ocurre con los evangelios canónicos. De cualquier modo hay que notar que un Felipe el evangelista es mencionado en los Hechos de los Apóstoles (Hechos 21:8).

  [...] Fuimos a ver a Felipe, el evangelista, uno de los siete y nos quedamos con él.

## Contradicciones con la Biblia
El evangelio de Felipe tiene contradicciones con los evangelios del nuevo testamento. De las contradicciones más importantes se aprecia lo siguiente: 
- Plantea que María Magdalena era su «compañera», de lo que podría deducirse que era su pareja sentimental. Sin embargo, la palabra hotre en copto que utiliza el autor de este Evangelio sirve tanto para hablar de una unión sexual como para una simple acompañante, e incluso para «consorte espiritual».[2] Algunos estudiosos creen que lo que realmente se quería recalcar era que María Magdalena era la discípula perfecta de Jesús, no que fuera su mujer.[2]

Tres (eran las que) caminaban continuamente con el Señor: su madre María, la hermana de ésta y Magdalena, a quien se designa como su compañera. María es, en efecto, su hermana, su madre y su compañera.

- Sugiere que Jesús no resucitó de la muerte, sino que tuvo una «resurrección» anterior a su muerte:

Los que dicen que el Señor primero murió y resucitó, se engañan; pues primero resucitó y [luego] murió. Si uno no consigue primero la resurrección, <no> morirá; (tan verdad como que) Dios vive, éste [morirá].

- Sugiere que María no concibió por obra del Espíritu Santo como dicta la tradición cristiana. El argumento que usa para ello es que Jesús muestra necesidad de especificar a Dios cuando se refiere a padre, pues si Dios fuera su padre no tendría necesidad de especificarlo.

Algunos dicen que María ha concebido por obra del Espíritu Santo[ruach]: éstos se equivocan, no saben lo que dicen. ¿Cuándo jamás ha concebido de mujer[ruach] una mujer? María es la virgen a quien ninguna Potencia ha manchado. Ella es un gran anatema para los judíos, que son los apóstoles y los apostólicos. Esta virgen que ninguna Potencia ha violado, [... mientras que] las Potencias se contaminaron.

El Señor no [hubiera] dicho: «[Padre mío que estás en] los cielos», de no haber tenido [otro] padre; sino que habría dicho simplemente: «[Padre mío]».